# Ustilaginoidea setariae
Ustilaginoidea setariae är en svampart som beskrevs av Bref. 1895. Ustilaginoidea setariae ingår i släktet Ustilaginoidea, ordningen köttkärnsvampar, klassen Sordariomycetes, divisionen sporsäcksvampar och riket svampar.   Inga underarter finns listade i Catalogue of Life.